# Prix Louise-Weiss
Le prix Louise-Weiss (tenant son nom de Louise Weiss) est un prix de journalisme européen créé et décerné par des journalistes professionnels francophones.

## Historique
Le prix Louise-Weiss a été créé en 2005 par la section française de l'Association des journalistes européens, avec le soutien du ministère des Affaires étrangères et de la Fondation Hippocrène. Le prix met en valeur les travaux originaux de journalistes francophones sur des sujets européens.
L’objectif est d’encourager les journalistes à un traitement plus systématique, plus pédagogique et plus original des sujets européens, contribuant en cela à réduire « la fracture européenne ».
Le prix rend hommage à Louise Weiss (1893-1983) qui fut journaliste, écrivain, européenne et féministe.
Le concours est ouvert à tous les journalistes francophones ressortissants de l’Union européenne, quels que soient leur support ou leur statut. Le prix est remis courant janvier au Quai d’Orsay lors d'une cérémonie en présence du ministre délégué chargé des Affaires européennes.

## Les lauréats

### Lauréats 2020 (14eédition)
https://prixlouiseweiss.weebly.com/2020.html  le 27 mai 2021
- catégorie “Reportage” :
  - Bryan Carter pour « Au cœur de la guerre secrète des camions en Europe » diffusé sur Euronews
- catégorie “Décryptage” :
  - Sonia Delesalle-Stolper, pour « 31 janvier 2020, le jour du rembarquement », publié dans Libération
- catégorie “Jeune journaliste”, parrainée par la Fondation Hippocrène :
  - Marion Gauthier, pour « La Pologne secouée par la restriction du droit à l’avortement », diffusé sur Europe 1
- Prix spécial du jury :
  - le CUEJ de Strasbourg, pour le média en ligne (webdocumentaire) « État critique. L’économie européenne en réanimation ».

### Lauréats 2019 (13eédition)
https://prixlouiseweiss.weebly.com/2019.html
- catégorie “Décryptage” :
  - Hélène Hug (d) et Loïc Lemoigne (d), pour  « Hongrie : la montée des populismes » – Avenue de l'Europe (France 3)
- catégorie “Reportage” :
  - Vincent Mongaillard (d), pour « L'Europe, ça m'a ouvert l'esprit » – Le Parisien
- catégorie “Jeune journaliste”, parrainé par la Fondation Hippocrène :
  - Claire Corrion et Amina Boukhari avec le Labo 148 pour « Je t'aime à l'européenne »  – Les Haut-Parleurs (TV5 Monde)
- Mention spéciale du jury :
  - Pierre Trouvé (d), pour « Histoire du Brexit » – Le Monde

### Lauréats 2017 (12eédition)
- Catégorie reportage[5] : Élisa Perrigueur pour son enquête « Passage des mers », parue dans Mediapart.
- Catégorie décryptage : Charles Haquet pour « Balkans, l'ombre salafiste », paru dans L’Express.
- Catégorie jeune journaliste : Joël Le Pavous pour son reportage « Komloska, paradis fiscal hongrois », paru dans le magazine Sept.

### Lauréats 2016 (11eédition)
- Catégorie reportage[6] : Franck Mathevon pour son documentaire Brexit, les partisans du divorce sur France Inter.
- Catégorie décryptage : Marion Van Renterghem pour sa série de six articles sur Angela Merkel parue dans Le Monde en août-septembre 2016
- Catégorie jeune journaliste : Clémentine Athanasiadis pour son reportage « Retour simple pour la Syrie » publié dans le magazine Society.
- Prix spécial du jury: Stéphane Horel, pour sa série d'articles sur les perturbateurs endocriniens parue dans Le Monde.

### Lauréats 2015 (10eédition)
- Catégorie reportage, ex aequo :
  - Élisa Perrigueur et Pierre Marsaut pour Contre les migrants, un mur fend la campagne bulgare paru dans Le Monde.
  - Marianne Meunier et Emanuele Cremaschi pour Sur la route avec les réfugiés paru dans La Croix.
- Catégorie décryptage : Frédéric Choffat et Luis Lema pour leur enquête Terminus Brig diffusée par la RTS.
- Catégorie jeune journaliste : Laurène Daycard pour son reportage Pourvu que ce soit un garçon paru dans le magazine Causette.

### Lauréats 2014 (9eédition)
- Catégorie reportage : Hugues Huet et Salah Agrabi pour Le destin des clandestins syriens en Europe, diffusé dans l'émission Avenue de l'Europe sur France 3.
- Catégorie décryptage : Prune Antoine pour Cadavre exquis au pays des merles noirs, publié sur Cafébabel.
- Catégorie jeune journaliste : les étudiants de CUEJ de Strasbourg pour le site « 2014 : L'Europe à reculons » créé à l'occasion des élections européennes.

### Lauréats 2013 (8eédition)
- Catégorie reportage : Valério Vincenzo, pour Borderline pour GEO.
- Catégorie décryptage : Renaud Honoré, correspondant des Échos à Bruxelles, pour son article Le roman noir des Cartels.
- Catégorie jeune journaliste : Alice Dubot et Oriane Laromiguière, qui co-signent l’article « Décibels durables, les festivals donnent le la » publié dans Slate France

### Lauréats 2012 (7eédition)
- Catégorie reportage : Laurent Geslin (d) et Mehdi Chebana, « La valse européenne des médecins » (Le Monde diplomatique, 2011)
- Catégorie décryptage : Edouard Perrin pour son enquête documentaire Les petits secrets des grandes entreprises, diffusé dans l'émission d'investigation Cash investigation[7].
- Catégorie jeune journaliste : Gwendoline Debono, pour son sujet « Crise Grecque: L’extrême droite en embuscade », diffusé le 17 juin 2011 sur RTL[8].